# Moneda digital de Banco Central

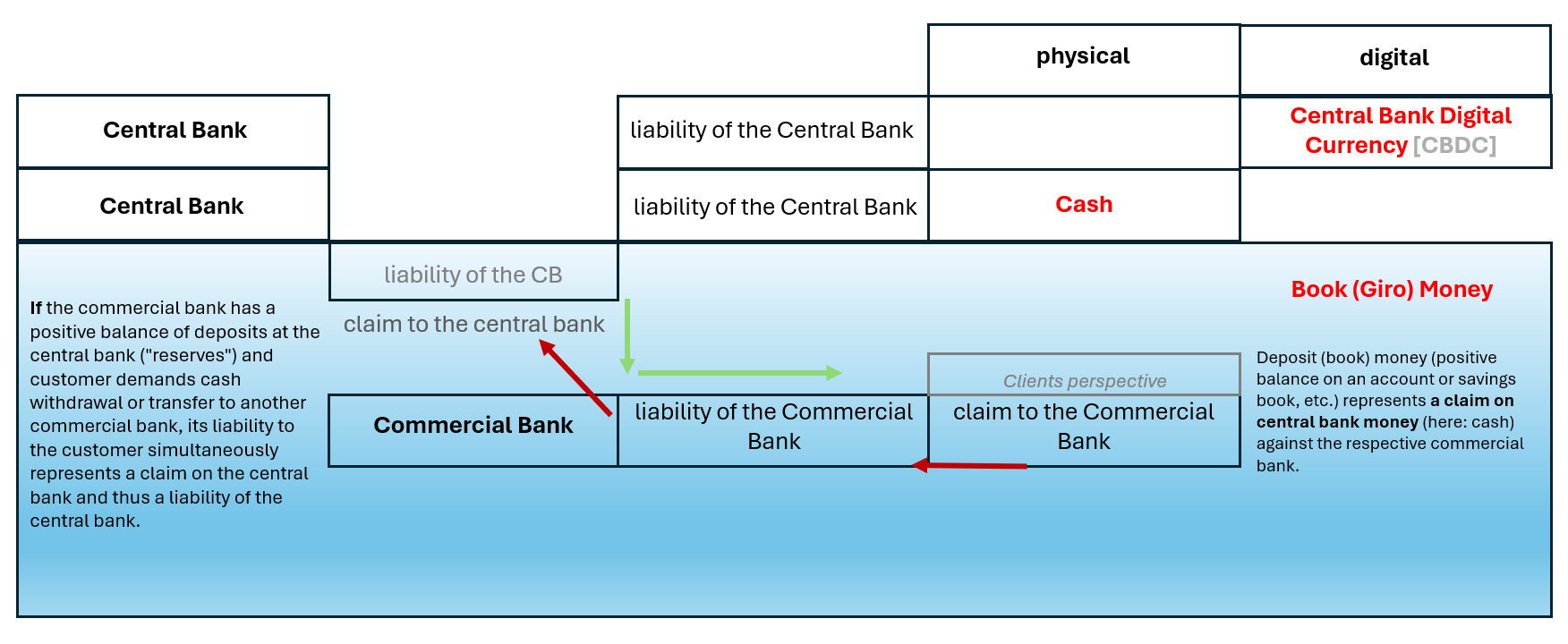
Visión general de CBDC, efectivo, depósitos bancarios, pasivos y cuentas por cobrar

Una moneda digital del banco central (CBDC) (también llamada moneda fiduciaria digital, dinero base digital ó Criptofiat) es una moneda digital emitida por un banco central, y no por un banco comercial.
Un informe del Banco de Pagos Internacionales afirma que, aunque el término "moneda digital del banco central" no está bien definido, "la mayoría lo considera una nueva forma de dinero del banco central [...] que es diferente de los saldos de las cuentas de reserva o de liquidación tradicionales".
El concepto actual de las CBDC se inspiró en Bitcoin y otras criptomonedas similares basadas en la cadena de bloques, pero se diferencia de dicha moneda virtual y criptomoneda en que una CBDC es emitida y está respaldada por un estado. La mayoría de las implementaciones de CBDC probablemente no utilizarán ni necesitarán ningún tipo de libro mayor distribuido, como una cadena de bloques.
En la actualidad,[¿cuándo?] los CBDC se encuentran en su mayor parte en una fase hipotética, con algunos programas de prueba de concepto. Según la presidenta del BCE, Christine Lagarde, más de 80 bancos centrales están estudiando las monedas digitales. El RMB digital de China fue la primera moneda digital emitida por una economía importante. A abril de 2022, tres bancos centrales lanzaron una CBDC: el Banco Central de las Bahamas (Sand Dollar), el Banco Central del Caribe Oriental (DCash) y el Banco Central de Nigeria (e-Naira).

## Historia
El concepto actual de "moneda digital del banco central" puede haberse inspirado parcialmente en Bitcoin y otras criptodivisas similares basadas en la cadena de bloques .También es un concepto conocido en el ámbito de la economía, por el que el banco central permite a los ciudadanos tener cuentas en él, proporcionando un medio de ahorro o de pago público fiable y seguro (CBDC "minorista" o "de uso general").
El Banco de Pagos Internacionales (BPI) publicó un informe en diciembre de 2020 en el que se enumeraban los proyectos de CBDC mayoristas y minoristas conocidos en ese momento. En abril de 2021, habría "al menos ochenta bancos centrales de todo el mundo que están estudiando las monedas digitales".
Otra encuesta del BPI de 2020 descubrió que el 86 % de los bancos centrales estaban examinando las ventajas y desventajas de lanzar CBDCs, aunque solo el 14 % se encontraba en etapas avanzadas de desarrollo (como programas piloto). 
En 2022 la Iniciativa de Moneda Global propuso el desarrollo de una CBDC descentralizada. Un CBDC descentralizado es un CBDC que es emitido y controlado por muchos bancos centrales (países) conjuntamente. El CBDC descentralizado es sólo para las transacciones internacionales entre los países miembros. Mientras que las transacciones nacionales siguen utilizando la moneda nacional de cada país.

## Implementación
Una moneda digital del banco central probablemente se implementaría utilizando una base de datos gestionada por el banco central, el gobierno o entidades aprobadas del sector privado. La base de datos mantendría un registro (con las protecciones criptográficas y de privacidad adecuadas) de la cantidad de dinero que posee cada entidad, como personas y empresas.
A diferencia de las criptomonedas, una moneda digital de un banco central estaría controlada de forma centralizada (incluso si estuviera en una base de datos distribuida), por lo que es probable que no se requiera ni sea útil una cadena de bloques u otro libro mayor distribuido, incluso si fueron la inspiración original para el concepto.
Un problema importante con las monedas digitales de los bancos centrales es decidir si la moneda debería ser fácilmente rastreable. Si es rastreable, el gobierno tiene más control del que tiene actualmente. Además, hay un aspecto técnico a considerar: si las CBDC deberían basarse en tokens o cuentas y cuánto anonimato deberían tener los usuarios.

## Características
Una CBDC es un instrumento digital de alta seguridad; al igual que los billetes de papel, es un medio de pago, una unidad de cuenta y un depósito de valor. Y al igual que el papel moneda, cada unidad es identificable de forma única para evitar la falsificación.
La moneda fiduciaria digital es parte de la oferta monetaria base, junto con otras formas de la moneda. Como tal, la moneda fiduciaria digital es un pasivo del banco central al igual que la moneda física. Es un instrumento digital al portador que puede ser almacenado, transferido y transmitido por todo tipo de sistemas y servicios de pago digitales. La validez de la moneda fiduciaria digital es independiente de los sistemas de pago digitales que almacenan y transfieren la moneda fiduciaria digital.
Las propuestas para la implementación de la CBDC a menudo implican la provisión de cuentas bancarias universales en los bancos centrales para todos los ciudadanos.

## Beneficios e impactos
La moneda fiduciaria digital está siendo estudiada y probada por los gobiernos y los bancos centrales para darse cuenta de las muchas implicaciones positivas que aporta a la inclusión financiera, el crecimiento económico, la innovación tecnológica y el aumento de la eficiencia de las transacciones. Las ventajas dependerán en gran medida del diseño de la moneda. A continuación se presenta una lista de las posibles ventajas, tomando como referencia al  Dinero Electrónico de Ecuador:
- Permitiría una mayor inclusión financiera, al encontrarse disponible para un mayor número de ciudadanos sin necesidad de contar con una cuenta bancaria en un banco comercial (en el caso ecuatoriano, inclusive la tecnología utilizada procuraba minimizar los obstáculos de uso).
- Permitiría una reducción de costos debido a las economías de escala de utilizar un medio de pago de banca central, en lugar de similares dispersos para cada banco comercial o grupo de bancos comerciales.
- Permitiría una reducción de costos debido a desintermediación financiera para transacciones entre ciudadanos.
- Podría disuadir el crimen relacionado con movimientos financieros. En particular, en el curso de una investigación criminal, podría determinarse con precisión el remitente y el receptor de las transferencias.[29]

## Riesgos
A pesar de tener ventajas potenciales, también existen riesgos asociados con las monedas digitales del banco central.
- Desintermediación del sistema bancario : Con la capacidad de proporcionar moneda digital directamente a sus ciudadanos, una de las preocupaciones es que los depositantes salgan del sistema bancario.

De hecho, en el último siglo, los bancos comerciales han creado dinero gracias a los depósitos, además de otras formas. Formalmente han utilizado dos métodos: la banca de reserva fraccionaria y la reserva cero.
Reserva cero: hoy en día, los bancos comerciales en algunos países (EE. UU., Reino Unido, UE, etc.) ya no necesitan un requisito de reserva. De hecho, cada vez que un sujeto (una persona, una corporación, etc.) solicita un préstamo y ese sujeto ofrece una garantía de préstamo (una propiedad privada como un automóvil, un edificio, etc.), el banco crea temporalmente un nuevo depósito (dinero), le presta este dinero, y cuando el prestatario paga el préstamo más los intereses, se elimina el depósito inicial y el banco se queda con los intereses.
En el mundo real, la reserva cero y la reserva fraccionaria son lo mismo, porque los bancos pueden evitar los requisitos de reserva.
Las CBDC están totalmente reservadas, por lo que si una persona quiere esta forma de dinero, sólo tiene que comprárselo al banco central. En este caso, los bancos comerciales no crean deuda ni dinero nuevo, y no ganan ningún interés.
Los clientes pueden considerar más atractiva la seguridad, la liquidez, la solvencia y la publicidad de los CBDC,  debilitando la posición del balance de los bancos comerciales. En el extremo, esto podría precipitar posibles corridas bancarias y, por tanto, debilitar las posiciones de financiación de los bancos. Sin embargo, el Banco de Inglaterra ha constatado que si la introducción de los CBDC sigue un conjunto de principios básicos, se aborda el riesgo de una huida de los depósitos bancarios hacia los CBDC en todo el sistema. Un banco central también podría limitar la demanda de CBDC estableciendo un límite máximo en el importe de las tenencias.
- Centralización: Dado que la mayoría de las monedas digitales de banco central están centralizadas, en lugar de descentralizadas como la mayoría de las criptodivisas, los controladores de la emisión de CBDCs pueden añadir o eliminar dinero de la cuenta de cualquier persona con un toque de un interruptor. En cambio, las criptodivisas con un libro mayor distribuido como Bitcoin, impiden esto a menos que un grupo de usuarios que controlen más del 50% de la potencia minera se pongan de acuerdo.[37][38]

- Dolarización digital: Una moneda digital extranjera bien gestionada podría convertirse en un sustituto de una moneda local por las mismas razones que las descritas en la dolarización.  El anuncio de Libra de Facebook contribuyó a que los banqueros centrales prestaran más atención a las CBDC,  así como al progreso de China con la DCEP al de varias economías asiáticas.
- Estancamiento de la evolución social: Los datos procedentes del rastreo de las rutas del dinero podrían llevar a la pérdida de la privacidad financiera si la implantación de la CBDC no cuenta con las protecciones de privacidad adecuadas. Esto podría fomentar la autocensura, el deterioro de la libertad de expresión y asociación y, en última instancia, a estancar los desarrollos sociales.[39]